# Contenu sous pression
 (septembre 2017).
Si vous disposez d'ouvrages ou d'articles de référence ou si vous connaissez des sites web de qualité traitant du thème abordé ici, merci de compléter l'article en donnant les références utiles à sa vérifiabilité et en les liant à la section « Notes et références ».
Albums de Karlito
Impact
(2015)
Contenu sous pression est le premier album studio solo du rappeur français Karlito, sorti le 10 avril 2001 et produit par DJ Mehdi.

## Liste des titres
| 1.    | La Voie du ghetto (Part. I)                                                      | DJ Mehdi    |  |
| 2.    | La rue cause                                                                     | DJ Mehdi    |  |
| 3.    | D'Orly à Orly - Interlude I                                                      | DJ Mehdi    |  |
| 4.    | Kiffe kiffe mec (feat. AP du 113)                                                | David Sheer |  |
| 5.    | Blues - Interlude II (feat. OGB)                                                 | DJ Mehdi    |  |
| 6.    | Personne dans le monde                                                           | DJ Mehdi    |  |
| 7.    | La Voie du ghetto (Part. II)                                                     | David Sheer |  |
| 8.    | Estelle (feat. Rod Taylor)                                                       | DJ Mehdi    |  |
| 9.    | Tant de choses (feat. 113 et China Moses)                                        | DJ Mehdi    |  |
| 10.   | First                                                                            | DJ Mehdi    |  |
| 11.   | Chienne de vie (feat. Manu Key)                                                  | Curtis      |  |
| 12.   | Contenu sous pression - Reste vrai (feat. Rohff) (piste cachée[réf. nécessaire]) | DJ Mehdi    |  |
| 51:13 |                                                                                  |             |  |